# Thierry Hupond
Thierry Hupond (Décines-Charpieu, 10 november 1984) is een Frans voormalig professioneel wielrenner die in 2017 zijn carrière beëindigde bij Delko Marseille Provence KTM. Voordien kwam hij uit voor Team Giant-Alpecin, na daar eerder als stagiair te hebben gereden. Hupond was een klimmer.

## Overwinningen
2002
 Frans kampioen tijdrijden, Junioren
2014
4e etappe Vierdaagse van Duinkerke

## Resultaten in voornaamste wedstrijden
| Jaar | Ronde van Italië | Ronde van Frankrijk | Ronde van Spanje |
| ---- | ---------------- | ------------------- | ---------------- |
| 2008 |                  |                     |                  |
| 2009 |                  | 90e                 |                  |
| 2010 |                  |                     |                  |
| 2011 |                  |                     |                  |
| 2012 |                  |                     | 124e             |
| 2013 |                  |                     | opgave           |
| 2014 |                  |                     |                  |
| 2015 |                  |                     | 142e             |
| 2016 |                  |                     |                  |
| 2017 |                  |                     |                  |

| Jaar | Amstel Gold Race | Luik-Bast.‑Luik | Waalse Pijl | Parijs-Tours |
| ---- | ---------------- | --------------- | ----------- | ------------ |
| 2008 |                  | 122e            |             |              |
| 2009 | 80e              | opgave          | 75e         | 88e          |
| 2010 | 115e             |                 |             | 66e          |
| 2011 |                  | opgave          | 103e        |              |
| 2012 |                  |                 | 98e         |              |
| 2013 |                  | 145e            | opgave      |              |
| 2014 | opgave           |                 | 103e        | opgave       |
| 2015 | opgave           | opgave          | opgave      | opgave       |
| 2016 |                  |                 |             | 125e         |
| 2017 |                  |                 |             |              |

## Ploegen
- 2007 –  Skil-Shimano (stagiair vanaf 15-8)
- 2008 –  Skil-Shimano
- 2009 –  Skil-Shimano
- 2010 –  Skil-Shimano
- 2011 –  Skil-Shimano
- 2012 –  Team Argos-Shimano [a]
- 2013 –  Team Argos-Shimano
- 2014 –  Team Giant-Shimano
- 2015 –  Team Giant-Alpecin
- 2016 –  Delko Marseille Provence KTM
- 2017 –  Delko Marseille Provence KTM

1. ↑  Tot 30 maart heette de ploeg Project 1t4i, maar na het bekendmaken van de nieuwe sponsors werd de naam veranderd.